# Ottone V di Brunswick-Lüneburg
Ottone V di Brunswick-Lüneburg, conosciuto come il Vittorioso (der Siegreiche), o il Magnanimo (der Großmütige) (1439 – Celle, 9 gennaio 1471), fu duca di Brunswick-Lüneburg. Governò il Principato di Lüneburg dal 1464 fino alla sua morte.

## Biografia
Ottone era il figlio secondogenito del duca Federico II di Brunswick-Lüneburg e di sua moglie Maddalena di Hohenzollern. Dopo la morte senza eredi di suo fratello Bernardo (1464), Ottone gli successe alla guida del Principato di Lüneburg. Il suo regno fu segnato dalla presenza dei nuovi movimenti di riforma monastica, che il giovane sovrano cercò di introdurre nei monasteri del principato. Introdottosi nell'Abbazia di Wienhausen, Ottone la spogliò delle numerose opere artistiche che, secondo la sua opinione, contrastavano con gli ideali di povertà della vita monastica, inviando persino la Badessa in un altro monastero per essere rieducata.
Secondo la tradizione, Ottone rimase ucciso ad un torneo nel campo da giostra di Celle. Oggi, un ferro di cavallo in gesso segna il punto in cui Ottone il Magnanimo sarebbe morto. Poiché suo figlio Enrico, all'epoca della sua morte, era ancora un bambino, tornò al potere Federico, il padre di Ottone, che in quel periodo viveva in ritiro in un  monastero.

## Matrimonio e figli
Ottone sposò nel 1467 Anna di Nassau-Dillenburg, figlia di Giovanni IV di Nassau. Ebbero due figli:
- Enrico (15 settembre 1468 – 19 febbraio 1532), duca di Brunswick-Lüneburg
- Guglielmo (morto nel 1480)

## Ascendenza
|                                   |                          |                                    | Genitori                         |  |  | Nonni |  |  | Bisnonni                            |  |  | Trisnonni                          |  |
|                                   |                          |                                    |                                  |  |  |       |  |  | Magnus II di Brunswick-Wolfenbüttel |  |  | Magnus I di Brunswick-Wolfenbüttel |  |
|                                   |                          |                                    |                                  |  |  |       |  |  | Magnus II di Brunswick-Wolfenbüttel |  |  | Magnus I di Brunswick-Wolfenbüttel |  |
|                                   |                          | Sofia di Brandeburgo               |                                  |  |  |       |  |  | Magnus II di Brunswick-Wolfenbüttel |  |  |                                    |  |
| Bernardo I di Brunswick-Lüneburg  |                          |                                    |                                  |  |  |       |  |  | Magnus II di Brunswick-Wolfenbüttel |  |  |                                    |  |
|                                   |                          | Caterina di Anhalt-Bernburg        | Bernardo III di Anhalt-Bernburg  |  |  |       |  |  |                                     |  |  |                                    |  |
|                                   |                          | Caterina di Anhalt-Bernburg        | Bernardo III di Anhalt-Bernburg  |  |  |       |  |  |                                     |  |  |                                    |  |
|                                   |                          | Caterina di Anhalt-Bernburg        | …                                |  |  |       |  |  |                                     |  |  |                                    |  |
| Federico II di Brunswick-Lüneburg |                          | Caterina di Anhalt-Bernburg        |                                  |  |  |       |  |  |                                     |  |  |                                    |  |
|                                   |                          | Venceslao I di Sassonia-Wittenberg | Rodolfo I di Sassonia-Wittenberg |  |  |       |  |  |                                     |  |  |                                    |  |
|                                   |                          | Venceslao I di Sassonia-Wittenberg | Rodolfo I di Sassonia-Wittenberg |  |  |       |  |  |                                     |  |  |                                    |  |
|                                   |                          | Venceslao I di Sassonia-Wittenberg | Agnese di Lindow-Ruppin          |  |  |       |  |  |                                     |  |  |                                    |  |
| Margherita di Sassonia            |                          | Venceslao I di Sassonia-Wittenberg |                                  |  |  |       |  |  |                                     |  |  |                                    |  |
|                                   |                          | Cecilia da Carrara                 | Francesco I da Carrara           |  |  |       |  |  |                                     |  |  |                                    |  |
|                                   |                          | Cecilia da Carrara                 | Francesco I da Carrara           |  |  |       |  |  |                                     |  |  |                                    |  |
|                                   |                          | Cecilia da Carrara                 | Fina Buzzacarini                 |  |  |       |  |  |                                     |  |  |                                    |  |
| Ottone V di Brunswick-Lüneburg    |                          | Cecilia da Carrara                 |                                  |  |  |       |  |  |                                     |  |  |                                    |  |
|                                   | Federico V di Norimberga | Giovanni II di Norimberga          |                                  |  |  |       |  |  |                                     |  |  |                                    |  |
|                                   | Federico V di Norimberga | Giovanni II di Norimberga          |                                  |  |  |       |  |  |                                     |  |  |                                    |  |
|                                   | Federico V di Norimberga | Elisabetta di Henneberg            |                                  |  |  |       |  |  |                                     |  |  |                                    |  |
| Federico I di Brandeburgo         | Federico V di Norimberga |                                    |                                  |  |  |       |  |  |                                     |  |  |                                    |  |
|                                   |                          | Elisabetta di Meißen               | Federico II di Meißen            |  |  |       |  |  |                                     |  |  |                                    |  |
|                                   |                          | Elisabetta di Meißen               | Federico II di Meißen            |  |  |       |  |  |                                     |  |  |                                    |  |
|                                   |                          | Elisabetta di Meißen               | Matilde di Baviera               |  |  |       |  |  |                                     |  |  |                                    |  |
| Maddalena di Hohenzollern         |                          | Elisabetta di Meißen               |                                  |  |  |       |  |  |                                     |  |  |                                    |  |
|                                   |                          | Federico di Baviera-Landshut       | Stefano II di Baviera            |  |  |       |  |  |                                     |  |  |                                    |  |
|                                   |                          | Federico di Baviera-Landshut       | Stefano II di Baviera            |  |  |       |  |  |                                     |  |  |                                    |  |
|                                   |                          | Federico di Baviera-Landshut       | Isabella d'Aragona               |  |  |       |  |  |                                     |  |  |                                    |  |
| Elisabetta di Baviera-Landshut    |                          | Federico di Baviera-Landshut       |                                  |  |  |       |  |  |                                     |  |  |                                    |  |
|                                   |                          | Maddalena Visconti                 | Bernabò Visconti                 |  |  |       |  |  |                                     |  |  |                                    |  |
|                                   |                          | Maddalena Visconti                 | Bernabò Visconti                 |  |  |       |  |  |                                     |  |  |                                    |  |
|                                   |                          | Maddalena Visconti                 | Beatrice della Scala             |  |  |       |  |  |                                     |  |  |                                    |  |
|                                   |                          | Maddalena Visconti                 |                                  |  |  |       |  |  |                                     |  |  |                                    |  |